# 太田市町名一覧
太田市町名一覧（おおたしちょうめいいちらん）では、群馬県太田市の町名について記述する。
以下太田市の町名を五十音順で記載する。

## 群馬県太田市町名一覧
2005年に太田市と周辺の3町が合併し、改めて太田市が新設された。以下では旧自治体別に五十音順で記載する。

### 太田地域（旧太田市）
| 町名     | 旧住所                                                               | 郵便番号 | 備考                                                                                                 |
| -------- | -------------------------------------------------------------------- | -------- | --- |
| 朝日町   | 太田市大字東別所、大字飯塚、大字内ヶ島、大字龍舞（各一部）           | 373-0814 | 20世紀末期に町名制定により成立。                                                                     |
| 新井町   | 新田郡九合村大字新井→新田郡太田町大字新井→太田市大字新井             | 373-0852 | 1976年（昭和51年）町名制定により改称。                                                               |
| 飯田町   | 新田郡九合村大字飯田→新田郡太田町大字飯田→太田市大字飯田             | 373-0851 | 1970年（昭和45年）町名制定により改称。                                                               |
| 飯塚町   | 新田郡九合村大字飯塚→新田郡太田町大字飯塚→太田市大字飯塚             | 373-0817 | 1970年（昭和45年）町名制定により改称。                                                               |
| 石橋町   | 太田市大字成塚                                                       | 373-0007 | 20世紀末期に町名制定により成立。                                                                     |
| 石原町   | 新田郡韮川村大字石原→新田郡太田町大字石原                            | 373-0808 | 20世紀末期に町名制定により改称。                                                                     |
| 泉町     | 太田市大字中根、大字下田島                                           | 373-0845 | 1977年（昭和52年）成立。                                                                             |
| 市場町   | 山田郡毛里田村大字市場→太田市大字市場                                | 373-0013 | 20世紀末期に町名制定により改称。                                                                     |
| 岩瀬川町 | 新田郡沢野村大字岩瀬川→新田郡太田町大字岩瀬川→太田市大字岩瀬川       | 373-0841 | 20世紀末期に町名制定により改称。                                                                     |
| 植木野町 | 山田郡韮川村大字植木野→山田郡矢場川村大字植木野→太田市大字植木野     | 373-0014 | 20世紀末期に町名制定により改称。                                                                     |
| 牛沢町   | 新田郡沢野村大字牛沢→新田郡太田町大字牛沢→太田市大字牛沢             | 373-0833 | 20世紀末期に町名制定により改称。                                                                     |
| 内ケ島町 | 新田郡九合村大字内ヶ島→新田郡太田町大字内ヶ島→太田市大字内ヶ島       | 373-0813 | 20世紀末期に町名制定により改称。                                                                     |
| 大島町   | 新田郡鳥之郷村大字大島→新田郡太田町大字大島→太田市大字大島           | 373-0055 | 20世紀末期に町名制定により改称。                                                                     |
| 大鷲町   | 太田市大字北金井                                                     | 373-0075 | 20世紀末期に町名制定により成立。                                                                     |
| 沖野町   | 新田郡宝泉村大字沖野→太田市大字沖野                                  | 373-0045 | 20世紀末期に町名制定により改称。                                                                     |
| 沖之郷町 | 山田郡韮川村大字沖之郷→山田郡休泊村大字沖之郷→太田市大字沖之郷       | 373-0804 | 20世紀末期に町名制定により改称。                                                                     |
| 金山町   | 太田市大字太田、大字大島                                             | 373-0027 | 1967年（昭和42年）住居表示実施に伴い成立。                                                           |
| 上強戸町 | 太田市大字強戸                                                       | 373-0074 | 20世紀末期に町名制定により成立。                                                                     |
| 上小林町 | 新田郡韮川村大字上小林→新田郡太田町大字上小林→太田市大字上小林       | 373-0024 | 20世紀末期に町名制定により改称。                                                                     |
| 上田島町 | 新田郡宝泉村大字上田島→太田市大字上田島                              | 373-0044 | 1963年（昭和38年）一部が新田郡新田町大字木崎、1973年（昭和48年）一部が西新町となる。                 |
| 北金井町 | 新田郡強戸村大字北金井→太田市大字北金井                              | 373-0003 | 20世紀末期に町名制定により改称。                                                                     |
| 清原町   | 太田市大字丸山                                                       | 373-0012 | 20世紀末期に町名制定により成立。                                                                     |
| 熊野町   | 太田市大字太田、大字東長岡                                           | 373-0025 | 1967年（昭和42年）住居表示実施に伴い成立。                                                           |
| 小舞木町 | 新田郡九合村大字小舞木→新田郡太田町大字小舞木→太田市大字小舞木       | 373-0818 | 1970年（昭和45年）町名制定により改称。                                                               |
| 強戸町   | 新田郡強戸村大字強戸→太田市大字強戸                                  | 373-0004 | 20世紀末期に町名制定により改称。                                                                     |
| 下小林町 | 山田郡韮川村大字下小林→山田郡休泊村大字下小林→太田市大字下小林       | 373-0807 | 20世紀末期に町名制定により改称。                                                                     |
| 下田島町 | 新田郡宝泉村大字下田島→太田市大字下田島                              | 373-0844 | 1973年（昭和48年）一部が西新町、1977年（昭和52年）一部が泉町となる。20世紀末期に町名制定により改称。 |
| 下浜田町 | 新田郡沢野村大字下浜田→新田郡太田町大字下浜田→太田市大字下浜田       | 373-0821 | 1967年（昭和42年）一部が浜町、庄屋町となる。20世紀末期に町名制定により改称。                         |
| 庄屋町   | 太田市大字西矢島、大字新井、大字下浜田                               | 373-0822 | 1967年（昭和42年）成立。                                                                             |
| 新道町   | 太田市大字由良、大字脇屋                                             | 373-0037 | 1977年（昭和52年）成立。                                                                             |
| 末広町   | 太田市大字古氷（一部）                                               | 373-0862 | 20世紀末期に町名制定により成立。                                                                     |
| 菅塩町   | 新田郡強戸村大字菅塩                                                 | 373-0002 | 20世紀末期に町名制定により改称。                                                                     |
| スバル町 | 太田市東本町                                                         | 373-0028 | 2001年（平成13年）成立。                                                                             |
| 台之郷町 | 山田郡韮川村大字台之郷→新田郡太田町大字台之郷→太田市大字台之郷       | 373-0801 | 20世紀末期に町名制定により改称。                                                                     |
| 高林北町 | 太田市大字高林                                                       | 373-0829 | 20世紀末期に町名制定により成立。                                                                     |
| 高林寿町 | 太田市大字高林                                                       | 373-0824 | 20世紀末期に町名制定により成立。                                                                     |
| 高林西町 | 太田市大字高林                                                       | 373-0828 | 20世紀末期に町名制定により成立。                                                                     |
| 高林東町 | 太田市大字高林                                                       | 373-0825 | 20世紀末期に町名制定により成立。                                                                     |
| 高林南町 | 太田市大字高林                                                       | 373-0827 | 20世紀末期に町名制定により成立。                                                                     |
| 高瀬町   | 太田市大字市場                                                       | 373-0072 | 20世紀末期に町名制定により成立。                                                                     |
| 宝町     | 太田市大字由良、大字別所、大字沖野、大字西野谷                       | 373-0042 | 1975年（昭和50年）成立。                                                                             |
| 只上町   | 山田郡毛里田村大字只上                                               | 373-0011 | 20世紀末期に町名制定により改称。                                                                     |
| 鶴生田町 | 新田郡鳥之郷村大字鶴生田→新田郡太田町大字鶴生田→太田市大字鶴生田     | 373-0008 | 20世紀末期に町名制定により改称。                                                                     |
| 寺井町   | 新田郡強戸村大字寺井→太田市大字寺井                                  | 373-0052 | 20世紀末期に町名制定により改称。                                                                     |
| 天良町   | 新田郡強戸村大字天良→太田市大字天良                                  | 373-0051 | 20世紀末期に町名制定により改称。                                                                     |
| 富沢町   | 新田郡沢野村大字富沢→新田郡太田町大字富沢→太田市大字富沢             | 373-0832 | 20世紀末期に町名制定により改称。                                                                     |
| 富若町   | 山田郡毛里田村大字富若→太田市大字富若                                | 373-0023 | 20世紀末期に町名制定により改称。                                                                     |
| 鳥山上町 | 太田市大字鳥山                                                       | 373-0061 | 20世紀末期に町名制定により成立。                                                                     |
| 鳥山下町 | 太田市大字鳥山                                                       | 373-0063 | 20世紀末期に町名制定により成立。                                                                     |
| 鳥山町   | 太田市大字鳥山                                                       | 373-0053 | 20世紀末期に町名制定により改称。                                                                     |
| 鳥山中町 | 太田市大字鳥山                                                       | 373-0062 | 20世紀末期に町名制定により成立。                                                                     |
| 長手町   | 新田郡鳥之郷村大字長手→新田郡太田町大字長手→太田市大字長手           | 373-0054 | 20世紀末期に町名制定により改称。                                                                     |
| 中根町   | 新田郡宝泉村大字中根→太田市大字中根                                  | 373-0846 | 20世紀末期に町名制定により改称。                                                                     |
| 成塚町   | 新田郡強戸村大字成塚→太田市大字成塚                                  | 373-0006 | 20世紀末期に町名制定により改称。                                                                     |
| 新島町   | 新田郡九合村大字新島→新田郡太田町大字新島→太田市大字新島             | 373-0819 | 1970年（昭和45年）町名制定により成立。                                                               |
| 新野町   | 新田郡鳥之郷村大字新野→新田郡太田町大字新野→太田市大字新野           | 373-0032 | 20世紀末期に町名制定により改称。                                                                     |
| 西新町   | 太田市大字下田島、大字上田島、大字細谷、大字米沢、大字中根（各一部） | 373-0847 | 1973年（昭和48年）成立。                                                                             |
| 西長岡町 | 新田郡強戸村大字西長岡→太田市西長岡                                  | 373-0001 | 20世紀末期に町名制定により改称。                                                                     |
| 西野谷町 | 新田郡宝泉村大字西野谷→太田市大字西野谷                              | 373-0043 | 1975年（昭和50年）一部が宝町となる。                                                                 |
| 西本町   | 太田市大字太田、大字大島                                             | 373-0033 | 1967年（昭和42年）住居表示実施に伴い成立。                                                           |
| 西矢島町 | 新田郡九合村大字西矢島→新田郡太田町大字西矢島→太田市西矢島           | 373-0823 | 1967年（昭和42年）一部が庄屋町となる。20世紀末期に町名制定により改称。                               |
| 韮川町   | 太田市大字台之郷                                                     | 373-0029 | 20世紀末期に町名制定により改称。                                                                     |
| 八幡町   | 太田市大字大島                                                       | 373-0056 | 1967年（昭和42年）住居表示実施に伴い成立。                                                           |
| 浜町     | 太田市大字太田、大字新井、大字飯田、大字下浜田（各一部）             | 373-0853 | 1967年住居表示実施に伴い成立。                                                                       |
| 原宿町   | 太田市大字吉沢                                                       | 373-0071 | 20世紀末期に町名制定により成立。                                                                     |
| 東今泉町 | 山田郡毛里田村大字東今泉→太田市大字東今泉                            | 373-0021 | 20世紀末期に町名制定により成立。                                                                     |
| 東金井町 | 山田郡韮川村大字東金井→新田郡太田町大字東金井→太田市大字東金井       | 373-0022 | 20世紀末期に町名制定により改称。                                                                     |
| 東新町   | 太田市大字上小林、大字只上、大字市場、大字富若、大字植木野（各一部） | 373-0015 | 1977年（昭和52年）成立。                                                                             |
| 東長岡町 | 山田郡韮川村大字東長岡→新田郡太田町大字東金井→太田市大字東金井       | 373-0812 | 1967年（昭和42年）一部が熊野町、東本町となる。20世紀末期に町名制定により改称。                       |
| 東別所町 | 新田郡九合村大字東別所→新田郡太田町大字東別所→太田市大字東別所       | 373-0815 | 20世紀末期に町名制定により改称。                                                                     |
| 東本町   | 太田市大字太田、大字東長岡、大字新嶋、大字飯田（各一部）             | 373-0026 | 1967年（昭和42年）成立。                                                                             |
| 東矢島町 | 新田郡九合村大字東矢島→新田郡太田町大字東矢島→太田市大字東矢島       | 373-0816 | 20世紀末期に町名制定により改称。                                                                     |
| 福沢町   | 新田郡九合村大字福沢→新田郡太田町大字福沢→太田市大字福沢             | 373-0831 | 20世紀末期に町名制定により改称。                                                                     |
| 藤阿久町 | 新田郡宝泉村大字藤阿久→太田市大字藤阿久                              | 373-0034 | 1952年（昭和27年）一部が大字藤久良となる。20世紀末期に町名制定により改称。                           |
| 藤久良町 | 新田郡宝泉村大字藤阿久、大字由良                                     | 373-0035 | 1952年（昭和27年）成立。                                                                             |
| 古戸町   | 新田郡沢野村大字古戸→新田郡太田町大字古戸→太田市大字古戸             | 373-0826 | 20世紀末期に町名制定により改称。                                                                     |
| 別所町   | 新田郡宝泉村大字別所→新田郡太田町大字別所→太田市大字別所             | 373-0041 | 1975年（昭和50年）一部が宝町となる。                                                                 |
| 細谷町   | 新田郡沢野村大字細谷→新田郡太田町大字細谷→太田市大字細谷             | 373-0842 | 1973年（昭和48年）一部が西新町となる。                                                               |
| 本町     | 太田市大字太田、大字飯田、大字新島                                   | 373-0057 | 1967年（昭和42年）住居表示実施に伴い成立。                                                           |
| 丸山町   | 山田郡毛里田村大字丸山→太田市大字森田                                | 373-0018 | 20世紀末期に町名制定により改称。                                                                     |
| 緑町     | 太田市大字矢田堀                                                     | 373-0073 | 20世紀末期に町名制定により成立。                                                                     |
| 南矢島町 | 太田市大字古氷（一部）                                               | 373-0861 | 20世紀末期に町名制定により成立。                                                                     |
| 茂木町   | 山田郡韮川村大字茂木→山田郡休泊村大字茂木→太田市大字茂木             | 373-0809 | 20世紀末期に町名制定により改称。                                                                     |
| 八重笠町 | 山田郡韮川村大字八重笠→山田郡休泊村大字八重笠→太田市大字八重笠       | 373-0805 | 20世紀末期に町名制定により改称。                                                                     |
| 安良岡町 | 山田郡韮川村大字安良岡→新田郡太田町大字安良岡→太田市大字安良岡       | 373-0811 | 20世紀末期に町名制定により改称。                                                                     |
| 矢田堀町 | 山田郡毛里田村大字矢田堀→太田市大字矢田堀                            | 373-0016 | 20世紀末期に町名制定により改称。                                                                     |
| 矢場新町 | 太田市大字矢場                                                       | 373-0802 | 1981年（昭和56年）成立。                                                                             |
| 矢場町   | 山田郡韮川村大字矢場→山田郡矢場川村大字矢場→太田市大字矢場           | 373-0803 | 1981年（昭和56年）一部が矢場新町となる。20世紀末期に町名制定により改称。                             |
| 由良町   | 新田郡宝泉村大字由良→太田市大字由良                                  | 373-0036 | 20世紀末期に町名制定により改称。                                                                     |
| 吉沢町   | 山田郡毛里田村大字吉沢→太田市大字吉沢                                | 373-0019 | 20世紀末期に町名制定により改称。                                                                     |
| 米沢町   | 新田郡沢野村大字米沢→新田郡太田町大字米沢→太田市大字米沢             | 373-0843 | 1973年（昭和48年）一部が西新町となる。20世紀末期に町名制定により改称。                               |
| 龍舞町   | 山田郡韮川村大字龍舞→山田郡休泊村大字龍舞→太田市大字龍舞             | 373-0806 | 20世紀末期に町名制定により改称。                                                                     |
| 脇屋町   | 新田郡宝泉村大字脇屋→太田市大字脇屋                                  | 373-0031 | 1977年（昭和52年）一部が新道町となる。20世紀末期に町名制定により改称。                               |

### 新田地域（旧新田町）
| 町名           | 旧住所                   | 郵便番号 |
| -------------- | ------------------------ | -------- |
| 新田赤堀町     | 新田郡新田町大字赤堀     | 370-0331 |
| 新田市町       | 新田郡新田町大字市       | 370-0304 |
| 新田市野井町   | 新田郡新田町大字市野井   | 370-0314 |
| 新田市野倉町   | 新田郡新田町大字市野倉   | 370-0306 |
| 新田大町       | 新田郡新田町大字大       | 370-0351 |
| 新田大根町     | 新田郡新田町大字大根     | 370-0347 |
| 新田金井町     | 新田郡新田町大字金井     | 370-0341 |
| 新田嘉祢町     | 新田郡新田町大字嘉祢     | 370-0352 |
| 新田上江田町   | 新田郡新田町大字上江田   | 370-0342 |
| 新田上田中町   | 新田郡新田町大字上田中   | 370-0346 |
| 新田上中町     | 新田郡新田町大字上中     | 370-0353 |
| 新田木崎町     | 新田郡新田町大字木崎     | 370-0321 |
| 新田小金井町   | 新田郡新田町大字小金井   | 370-0303 |
| 新田小金町     | 新田郡新田町大字小金     | 370-0302 |
| 新田権右衛門町 | 新田郡新田町大字権右衛門 | 370-0355 |
| 新田下江田町   | 新田郡新田町大字下江田   | 370-0333 |
| 新田下田中町   | 新田郡新田町大字下田中   | 370-0343 |
| 新田反町町     | 新田郡新田町大字反町     | 370-0313 |
| 新田高尾町     | 新田郡新田町大字高尾     | 370-0334 |
| 新田多村新田町 | 新田郡新田町大字多村新田 | 370-0305 |
| 新田溜池町     | 新田郡新田町大字溜池     | 370-0354 |
| 新田中江田町   | 新田郡新田町大字中江田   | 370-0332 |
| 新田萩町       | 新田郡新田町大字萩       | 370-0356 |
| 新田花香塚町   | 新田郡新田町大字花香塚   | 370-0345 |
| 新田早川町     | 新田郡新田町大字早川     | 370-0344 |
| 新田瑞木町     | 新田郡新田町大字瑞木     | 370-0311 |
| 新田村田町     | 新田郡新田町大字村田     | 370-0312 |

### 尾島地域（旧尾島町）
| 町名       | 旧住所                       | 郵便番号 |
| ---------- | ---------------------------- | -------- |
| 阿久津町   | 新田郡尾島町大字阿久津       | 370-0402 |
| 安養寺町   | 新田郡尾島町大字安養寺       | 370-0422 |
| 出塚町     | 新田郡尾島町大字出塚         | 370-0424 |
| 岩松町     | 新田郡尾島町大字岩松         | 370-0403 |
| 大舘町     | 新田郡尾島町大字大舘         | 370-0423 |
| 押切町     | 新田郡尾島町大字押切         | 370-0405 |
| 尾島町     | 新田郡尾島町大字尾島         | 370-0401 |
| 粕川町     | 新田郡尾島町大字粕川         | 370-0421 |
| 亀岡町     | 新田郡尾島町大字亀岡         | 370-0411 |
| 小角田町   | 新田郡尾島町大字小角田       | 370-0427 |
| すずかけ町 | 新田郡尾島町大字すずかけ     | 370-0413 |
| 世良田町   | 新田郡尾島町大字世良田       | 370-0426 |
| 太子町     | 新田郡尾島町大字太子町       | 370-0412 |
| 徳川町     | 新田郡尾島町大字徳川         | 370-0425 |
| 備前島町   | 新田郡尾島町大字備前島       | 370-0404 |
| 二ツ小屋町 | 新田郡尾島町大字二ツ小屋     | 370-0417 |
| 堀口町     | 新田郡尾島町大字堀口         | 370-0414 |
| 前小屋町   | 新田郡尾島町大字前小屋       | 370-0406 |
| 前島町     | 新田郡尾島町大字前島         | 370-0416 |
| 南ヶ丘町   | 新田郡尾島町大字堀口字南ケ丘 | 370-0415 |
| 武蔵島町   | 新田郡尾島町大字武蔵島       | 370-0418 |

### 藪塚本町地域（旧藪塚本町）
| 町名     | 旧住所                   | 郵便番号 |
| -------- | ------------------------ | -------- |
| 大久保町 | 新田郡藪塚本町大字大久保 | 379-2306 |
| 大原町   | 新田郡藪塚本町大字大原   | 379-2304 |
| 藪塚町   | 新田郡藪塚本町大字藪塚   | 379-2301 |
| 山之神町 | 新田郡藪塚本町大字山之神 | 379-2302 |
| 寄合町   | 新田郡藪塚本町大字寄合   | 379-2303 |
| 六千石町 | 新田郡藪塚本町大字六千石 | 379-2305 |

## 郵便番号と旧自治体との対応
- 373-00××、373-08××は旧太田市
- 370-03××は旧新田町
- 370-04××は旧尾島町
- 379-230×は旧藪塚本町